# Гувернер
Гувернер або гувернантка — це приватна особа, яка займається індивідуальним навчанням і вихованням дитини. Працює в основному з дітьми від 3-ох років, адже переважно займається навчанням.
Має володіти спеціальними знаннями для роботи з дітьми: загальної, вікової, сімейної, педагогічної психології, дефектології, основами медичних знань, екології, основами математики і літератури, державної мови і рідної мови вихованця або вихованки. Вітаються такі риси, як толерантність, привітність, доброзичливість, емпатія, терпеливість.
Напрями роботи:
- реабілітаційний (робота з дітьми з інвалідністю);

- коригуючий (робота з дітьми з фізичними чи розумовими вадами);

- робота зі здоровими дітьми.